# Finos Films
Finos Films (Φίνος φιλμς) är ett filmbolag som dominerade den grekiska filmindustrin från 1943 till 1977. Det grundades av Filopimin Finos 1942 under andra världskriget. Det var det största filmbolaget i Grekland vid den tiden och, sett till produktiviteten, ett av de största filmbolagen i sydöstra Europa. Efter mer än 25 år återkom Finos Films till den grekiska filmscenen med den grekisk-italienska samproduktionen Urania (2006). Dessutom återutger bolaget sina gamla filmer på DVD komplett remastrade och i digitalt Dolby 2.0-ljud.